# ジョン・ホランド (初代エクセター公)
初代エクセター公・初代ハンティンドン伯ジョン・ホランド（John Holland, 1st Duke of Surrey, 1st Earl of Huntingdon, KG, 1352年頃 - 1400年1月16日）は、イングランドの貴族。父は初代ケント伯トマス・ホランド、母はジョーン・オブ・ケントで、第2代ケント伯トマス・ホランドは兄、イングランド王リチャード2世は異父弟に当たる。

## 生涯
兄と共にリチャード2世に重用され、1397年にエクセター公位を授けられた（甥の第3代ケント伯トマス・ホランドもサリー公位を叙爵）。ところが、1399年にクーデターでリチャード2世が廃位されるとヘンリー4世から爵位を取り上げられ元のハンティンドン伯に降格された。
ハンティンドン伯はリチャード2世の復権を図りケント伯およびソールズベリー伯ジョン・モンタギュー、元グロスター伯トマス・ル・ディスペンサーと組んで1400年1月の公現祭のヘンリー4世暗殺を計画したが、失敗して捕らえられ処刑された（エピファニー蜂起）。ケント伯も処刑されたが、息子ジョンは後にエクセター公位を与えられ復権を果たした。

## 子女
1386年にランカスター公ジョン・オブ・ゴーントの娘（ヘンリー4世の姉）エリザベスと結婚、3男3女を儲けた。
- リチャード（? - 1400年）
- コンスタンス（1387年 - 1437年） - ノーフォーク伯トマス・モウブレーと結婚、サー・ジョン・グレイと再婚
- エリザベス（1389年頃 - 1449年） - サー・ロバート・ファインズと結婚
- アリス（1392年頃 - 1406年頃） - 第11代オックスフォード伯リチャード・ド・ヴィアーと結婚
- ジョン（1395年 - 1447年）
- エドワード（1399年頃 - 1413年以後）